# Rachel Efoua Zengue
Rachel Efoua-Zengue est une femme politique et universitaire camerounaise. Elle est l'autrice de plusieurs publications scientifiques.

## Biographie

### Engagement politique
Elle est membre de l'Organisation des Femmes du Rassemblement démocratique du peuple camerounais (OFRDPC) dirigée par Yaou Aïssatou. Elle y assume les fonctions de Déléguée à la Presse, à l’Information et à la Propagande aux côtés d'Enanga Kebbi.   

### Carrière universitaire
Parallèlement à son engagement politique, elle se consacre à la recherche universitaire et à l'enseignement au département de français de l'Université de Yaoundé 1 où elle est Maître de Conférence,. En 1974, elle réalise une étude de la conjoncture "et" dans le roman de Choderlos de Laclos intitulé Les Liaisons dangereuses. Elle publie une thèse de doctorat en 1980 à l'Université de la Sorbonne nouvelle Paris III ayant pour thème Le français des romanciers camerounais sous la direction de Jean Milly. Elle analyse notamment le français pratiqué par Mongo Beti dans Ville cruelle, par René Philombé dans Un Sorcier blanc à Zangali et Ferdinand Oyono dans Le Vieux Nègre et la Médaille. En 1985, elle contribue à la rédaction des "Actes du Colloque de la deuxième semaine culturelle nationale" en produisant un annexe thématique: Identité culturelle et femme camerounaise. En 2002, à l'Atelier National de Reproduction des Thèses à Lille, elle publie L' élément poétique dans les romans camerounais (ou la poésie francophone à l'épreuve de la tradition),,.  

## Publications
- Rachel Efoua Zengue, Nnanga kôn en poésie : roman poétique, reconstruit, traduit et commenté (œuvre littéraire), Éditions Clé, Yaoundé, 2005.
- Rachel Efoua Zengue, L'élément poétique dans les romans camerounais : ou la poésie francophone à l'épreuve de la tradition (thèse), Atelier national de reproduction des thèses, Lille, 2002.
- Rachel Efoua Zengue, Le Français des romanciers camerounais: Mongo Beti ("Ville cruelle"), René Philombe ("Un sorcier blanc à Zangali"), Ferdinand Oyono ("Le vieux nègre et la médaille") (thèse), Université Sorbonne-Nouvelle, Paris, 1980.
- Rachel Efoua Zengue, Une liaison dans les "Liaisons dangereuses" : étude de la conjoncture "et" dans le roman de Choderlos de Laclos (œuvre scientifique), 1974.